# Lipnica (Tuzla)
Pour les articles homonymes, voir Lipnica.
Lipnica (en cyrillique : Липница) est un village de Bosnie-Herzégovine. Il est situé sur le territoire de la ville de Tuzla, dans le canton de Tuzla et dans la fédération de Bosnie-et-Herzégovine. Selon les premiers résultats du recensement bosnien de 2013, il compte 1 058 habitants.

## Géographie
Le village est situé sur les bords de la rivière Joševica, un affluent de la Jala.

## Démographie

### Évolution historique de la population dans la localité
| 1948 | 1953 | 1961  | 1971  | 1981  | 1991  | 2013  |
| ---- | ---- | ----- | ----- | ----- | ----- | ----- |
| -    | -    | 1 274 | 1 841 | 1 273 | 1 129 | 1 058 |

|  |